# Götlunda
Götlunda est une localité de la commune d'Arboga dans le comté de Västmanland en Suède.
Sa population était de 263 habitants en 2019.